# Fehlendes-Quadrat-Rätsel

Fehlendes-Quadrat-Rätsel: das obere Dreieck (Nr. 1) müsste genauso viel Fläche wie das untere (Nr. 2) einnehmen, da die einzelnen farbigen Teile oben und unten einander genau entsprechen. Doch beim unteren Dreieck fehlt scheinbar so viel farbige Oberfläche, wie es einem Quadrat entspricht.

Das Fehlendes-Quadrat-Rätsel ist eine optische Täuschung aus der Geometrie. Dabei sieht es so aus, als sei die Fläche eines Dreiecks unterschiedlich groß, je nachdem, wie man die einzelnen Teilflächen anordnet. Das Rätsel hat sich vermutlich 1953 der Amateurzauberer Paul Curry in New York ausgedacht.

## Beschreibung
Zwei gleich große, rechtwinklige Dreiecke werden miteinander verglichen. Bekannt sind die Seitenlängen 13 cm und 5 cm. (Die Maßeinheit an sich ist unwichtig.) Beide Dreiecke bestehen aus den gleichen einzelnen, hier farbigen Teilflächen:
- einem rechtwinkligen Dreieck (hier: blau) mit einer Fläche von
{\displaystyle 5\cdot 2\cdot {\frac {1}{2}}\ \mathrm {cm^{2}} \ =\ 5\ \mathrm {cm^{2}} }
- einem weiteren Dreieck (hier: rot) mit einer Fläche von
{\displaystyle 8\cdot 3\cdot {\frac {1}{2}}\ \mathrm {cm^{2}} \ =\ 12\ \mathrm {cm^{2}} }
- zwei weiteren Flächen (hier: gelb und grün), die zusammen ein Rechteck mit der Größe von
{\displaystyle 5\cdot 3\ \mathrm {cm^{2}} \ =\ 15\ \mathrm {cm^{2}} }
bilden; hiervon entfallen
{\displaystyle 1\cdot 5\ \mathrm {cm^{2}} +1\cdot 2\ \mathrm {cm^{2}} \ =\ 7\ \mathrm {cm^{2}} } auf gelb und
{\displaystyle 1\cdot 5\ \mathrm {cm^{2}} +1\cdot 3\ \mathrm {cm^{2}} \ =\ 8\ \mathrm {cm^{2}} } auf grün

Die beiden Gesamtdreiecke sehen gleich groß aus, und sie bestehen aus den gleichen farbigen Flächen. Trotzdem bleibt beim unteren Gesamtdreieck ein Quadrat der Größe {\displaystyle 1\times 1\ \mathrm {cm^{2}} } übrig. Das wirkt seltsam, da die Fläche des Ganzen nicht davon abhängen dürfte, wie man die einzelnen Flächen zusammenlegt.

## Problem

Darstellung der Flächenabweichung

Den Flächeninhalt der beiden Gesamtdreiecke kann man leicht errechnen, denn die Katheten sind bekannt. Das sind die beiden Seitenlinien, die jeweils vom rechten Winkel ausgehen. Die Gesamtfläche eines Gesamtdreiecks müsste dementsprechend betragen: {\displaystyle 13\cdot 5\cdot {\frac {1}{2}}\ \mathrm {cm^{2}} \ =\ 32{,}5\ \mathrm {cm^{2}} }.
Allerdings kommt man zu anderen Ergebnissen, wenn man bei den beiden Gesamtdreiecken jeweils die einzelnen Teilflächen zusammenrechnet. Im Falle des oberen Gesamtdreiecks sind das die vier farbigen Flächen (rot, blau, grün und gelb). Die Summe ist: {\displaystyle 5\ \mathrm {cm^{2}} +12\ \mathrm {cm^{2}} +7\ \mathrm {cm^{2}} +8\ \mathrm {cm^{2}} \ =\ 32\ \mathrm {cm^{2}} }
Im Falle des unteren Gesamtdreiecks hingegen ist die Summe eine andere. Denn zu den vier farbigen Flächen kommt noch der eine Quadratzentimeter des fehlenden Quadrats hinzu. Die Summe ist dann 33 cm². Beim oberen Gesamtdreieck fehlt also in der Summe ein halber Quadratzentimeter, beim unteren Gesamtdreieck ist in der Summe ein halber zu viel. Das ist der mathematische Beweis dafür, dass etwas nicht stimmen kann.

## Lösung
Der Zuschauer wird optisch getäuscht: Die zwei Gesamtgebilde sind keine Dreiecke, sondern tatsächlich Vierecke. Der Trick liegt darin, dass das rote und blaue Dreieck nur scheinbar ähnlich im geometrischen Sinn sind. Ihre Winkel sind in Wirklichkeit verschieden. Mathematisch lässt sich dies wie folgt beweisen:
- blaues Dreieck:
{\displaystyle \arctan \left({\frac {2}{5}}\right)=\arctan \left(0{,}4\right)\approx 21{,}8\,^{\circ }}
- rotes Dreieck:
{\displaystyle \arctan \left({\frac {3}{8}}\right)=\arctan \left(0{,}375\right)\approx 20{,}56\,^{\circ }}
- zum Vergleich der Winkel eines Dreiecks mit Katheten der Länge von 13 und 5 (also entsprechend dem Gesamtdreieck):
{\displaystyle \arctan \left({\frac {5}{13}}\right)\approx \arctan \left(0{,}385\right)\approx 21{,}04\,^{\circ }}

Die beiden Gesamtdreiecke haben folglich nicht drei, sondern vier Ecken; davon ist eine Ecke allerdings kaum sichtbar. Sie befindet sich aber dennoch am Übergang vom roten zum blauen Dreieck. Die oberen Kanten des roten und blauen Dreiecks erscheinen im angeblichen Gesamtdreieck als eine lange Gerade, als Hypotenuse des angeblichen Gesamtdreiecks. In Wirklichkeit hat die scheinbare lange Gerade einen Knick, das ist die vierte Ecke.
Das scheinbare obere Gesamtdreieck ist ein konkaves (eingedrücktes) Viereck, und das scheinbare untere Gesamtdreieck ein konvexes (aufgebogenes) Viereck. Die Flächeninhalte dieser beiden Vierecke unterscheiden sich um 1 cm². Dies entspricht dem fehlenden Quadrat.
Es handelt sich um eine optische Täuschung insofern, als die obere Kante nur scheinbar eine Gerade ist. Das Auge vermutet im Gesamtgebilde ein Dreieck und ist daher geneigt, den Knick zu übersehen. Es geht von einer einheitlichen Gesamtsteigung aus.
Man kann von dieser optischen Täuschung auch eine Papierversion herstellen. Dabei wird der Knick durch eine dick gezeichnete Randlinie verdeckt. Außerdem ist das Ausschneiden und Zusammenfügen zu ungenau, als dass man den Unterschied sehen könnte.

## Ähnliche Rätsel

Eine spezielle geometrische Anordnung von Sam Loyd illustriert ein erweitertes Paradoxon. Es scheint so, als könnten dieselben geometrischen Teile in unterschiedlichen Anordnungen drei verschiedene Gesamtflächen einnehmen. In Wirklichkeit berühren sich die Teile allerdings nicht komplett und ragen teilweise auch über die karierten Grenzen hinaus. Durch diesen Verschnitt können die unterschiedlichen Gesamtflächen erreicht werden.